# 北海道自動車学校
北海道自動車学校（ほっかいどうじどうしゃがっこう、英称：Hokkaido Driving School）は、北海道札幌市豊平区にあり学校法人北海道科学大学が運営する自動車教習所で、北海道初の公安委員会指定自動車教習所ある。

## 概要
- 本校の略称は、かつて存在した敷地内の学生達からは自学（じがく）と称されていた、また地域住民からはその所在地名から「中の島自動車学校」とも称される。（札幌市西区にある「札幌中の島自動車学園」とは無関係）
- 1982年10月、テレビドラマ西部警察PART-II全国縦断ロケの札幌編で本校旧校舎の建屋を北海道警察本部として撮影された。
- 2022年9月より、オンライン学科教習を開始し、24時間いつでも学科教習を受講することが可能である。

## 沿革
- 1924年（大正13年）8月 開校
- 1953年（昭和28年） 北海道公安委員会指定第一号校になる

## 教習内容（取扱免許）
- 普通自動車（AT・MT）
- 準中型自動車
- 普通自動二輪車（AT・MT）
- 大型自動二輪車（AT・MT）
- 大型特殊自動車

## セット料金プラン
- 普通自動車免許･普通自動二輪車取得セットコース
- 普通自動車免許･普通自動二輪車（小型二輪限定）取得セットコース

## 教習車両
- 普通自動車 - マツダ・アクセラ　トヨタ・プリウス
- 準中型自動車 - いすゞ・エルフ
- 普通自動二輪車 - ホンダ ・CB400　スズキ・アドレスV125
- 大型自動二輪車 - ホンダ・NC750L　スズキ ・スカイウェイブ650
- 大型特殊自動車 - コマツ・WA100

## 各種講習
- 高齢者講習
- 初心運転者講習
- ペーパードライバー講習
- 企業安全運転講習

## 所在地
- 北海道札幌市豊平区中の島2条6丁目2-4

## 交通機関
- 札幌市営地下鉄南北線中の島駅から徒歩15分
- 札幌市営地下鉄南北線南平岸駅から徒歩15分
- じょうてつバス中の島駅前 停留所乗車

中の島1条6丁目 停留所下車
- 無料送迎バス